# Cadiz (Filippine)
Cadiz è una città componente delle Filippine, situata nella Provincia di Negros Occidental, nella Regione di Visayas Occidentale.
Cadiz è formata da 22 baranggay:
- Andres Bonifacio
- Banquerohan
- Barangay 1 Pob. (Zone 1)
- Barangay 2 Pob. (Zone 2)
- Barangay 3 Pob. (Zone 3)
- Barangay 4 Pob. (Zone 4)
- Barangay 5 Pob. (Zone 5)
- Barangay 6 Pob. (Zone 6)
- Burgos
- Cabahug
- Cadiz Viejo
- Caduha-an
- Celestino Villacin
- Daga
- Jerusalem
- Luna
- Mabini
- Magsaysay
- Sicaba
- Tiglawigan
- Tinampa-an
- V. F. Gustilo